# Kolami-naiki
Kolami-naiki är en dravidisk språkgrupp som talas i Indien.